# Abaúj-Hegyközi kistérség
Az Abaúj–Hegyközi kistérség egy kistérség Borsod-Abaúj-Zemplén megyében, központja: Gönc, másik városa Abaújszántó.

## Települései
| Abaújszántó     | Abaújvár      | Arka        | Baskó      | Boldogkőújfalu |
| Boldogkőváralja | Fony          | Gönc        | Göncruszka | Hejce          |
| Hernádcéce      | Hernádszurdok | Hidasnémeti | Kéked      | Korlát         |
| Mogyoróska      | Pányok        | Regéc       | Sima       | Telkibánya     |
| Tornyosnémeti   | Vilmány       | Vizsoly     | Zsujta     |                |

## Története
Kőkorszak
A terület bizonyítottan lakott volt a kőkorszaktól kezdve. A nyugati irányú, szélvédett, sokszor patakokkal ellátott völgyek kiváló búvóhelyet biztosítottak a pihenéshez, egyúttal jó kiindulópontot adtak a vadászathoz, halászathoz a Hernád völgye irányában.
Pattintott eszközökhöz adott alapanyagot a Zempléni hegység. Bányászat nyomait fedezték fel számos község hegyoldalában.

## Gazdaság
A KSH 2005-ös adatsora szerint Magyarország legelmaradottabb kistérsége. Így az egy lakosra jutó Szja 41 000 HUF, IPA 2800 HUF, munkanélküliség 22,9% (ez országos csúcs), ezer lakosra 46 vállalkozás esik, a csatornahálózatba bekapcsolt lakások aránya 4%.

## Nevezetességei
- Regéc és Mogyoróska határában a Regéci vár
- Vizsolyban a Református templomban a Károli-féle Biblia, és nyomda kiállítás
- Göncön Károli Gáspár és Biblia kiállítás
- Abaújszántó - Cekeháza Patay kastély
- Abaújvár Földvár
- Boldogkőváralja Boldogkő Vár
- Boldogkőújfalu Kőtenger természeti képződmény
- Göncruszka 900 éves templom
- Hejce Püspöki nyaraló
- Kéked Melczer-kastély
- Telkibánya bányászati kiállítás